# 중성화 수술

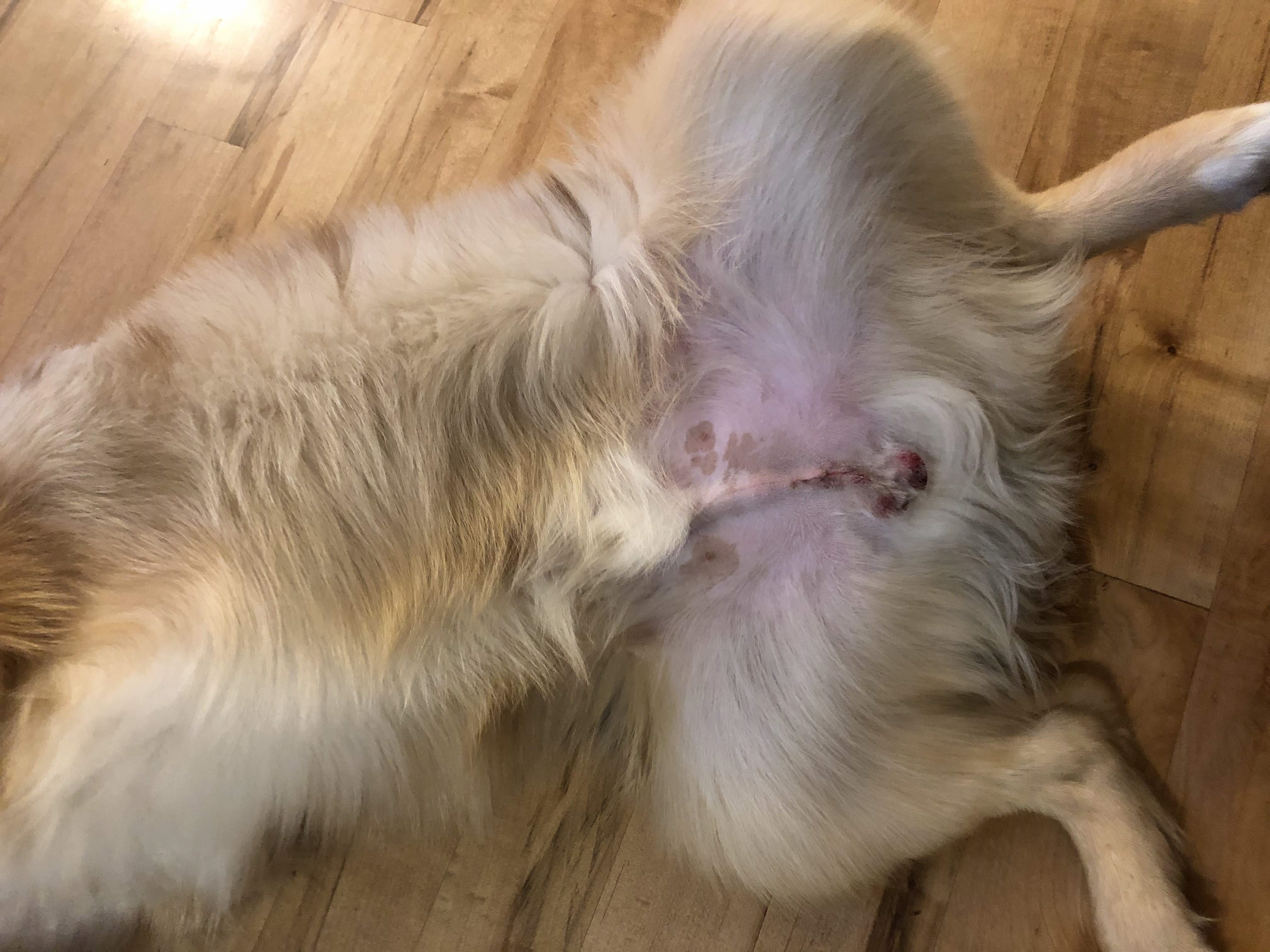
수술을 받은지 12시간이 지난 수컷 개의 모습.

중성화(영어: Neutering ← 라틴어 neuter, 현대수의학 용어: de-sexing) 또는 중성화 수술은 짐승의 생식기 전체 또는 대부분을 없애는 것을 말한다. 중성화는 수컷에게만 사용되는 것으로 오해하기 쉽지만 이 용어는 실제로 두 성별 모두에 적용된다. 수컷에게는 거세(castration)라는 표현이, 암컷에게는 난소 적출(spaying)이라는 표현이 보통 사용된다. 이 두 용어를 아울러 영어로는 구어체에서 픽싱(fixing)이라고 한다. 거세한 수컷 말은 거세마라고 한다.
중성화는 동물의 불임수술의 가장 흔한 방식이다. 인간 사회, 동물 보호소, 구조대는 구조 시스템에서 원치 않는 동물의 개체수 과잉으로 이어지는 원치 않는 애완동물의 출생을 예방하기 위해 애완동물 소유자들이 그들의 애완동물을 중성화할 것을 충고한다. 수많은 국가들은 입양된 모든 고양이와 개는 자신들의 집으로 돌아가기 전에 중성화 수술을 받을 것을 요구한다.
그 외에도 질병이나 각종 암 등을 예방하고, 나쁜 성격 등을 빨리 고치자는 취지로 어쩔 수 없이 중성화 수술을 실시하는 경우가 대부분이다.

## 같이 보기
- 동물 보호소
- 자궁적출술